# الساعي
الساعي هو فيلم من نوع حركة أُصدر في 2012. الفيلم من إخراج هاني أبو أسعد، أما السيناريو فكان من كتابة ميخائيل براندت.

## قصة الفيلم
يعيش "الساعي" في شقة مهجورة حيث تبنى فأرًا كحيوان أليف له. عندما يزور صديقه القديم ستيتش في صالة الملاكمة الخاصة به، يتواصل معه شخص غريب ويطلب منه توصيل حقيبة إلى رجل يُعرف باسم "إيفل سيفل". الغريب لا يعرف مكان سيفل، ويوضح أن العثور عليه هو المهمة الحقيقية. من الواضح أن الرسول ليس من حقه رفض هذه المهمة، وسيتم قتله إذا فشل. بعد أن هدد الغريب أحباءه، أرسل ستيتش عائلته للاختباء. يبدأ الرسول باختراق قاعدة بيانات مكتب التحقيقات الفيدرالي . عندما يحتاج إلى طيار، يعينه ستيتش على ابنته المتبناة، آنا. على الرغم من تشككه في مهارتها، إلا أن الساعي أصبح يحترمها.
محاولات الرسول للعثور على سيفلي لا تؤدي إلا إلى القتل. بعد مقتل أحد زملاء سيفلي، ألقت الشرطة القبض على الناقل. لمفاجأته، سرعان ما تم إطلاق سراحه واكتشف أن عميله غير المرغوب فيه يعمل لدى مكتب التحقيقات الفيدرالي. يزوره الرسول في منزله ويعلم أن الحقيبة من روسيا وأن مكتب التحقيقات الفيدرالي يعتبرها الفرصة الوحيدة للوصول إلى الشرير سيفل، وهو قاتل سيئ السمعة. ويشير وكيل مكتب التحقيقات الفيدرالي أيضًا إلى أن سيفل على وشك قلب الطاولة مع الرسول. يأمر سيفل ثنائيًا من القتلة بقتل ستيتش وآنا.
القتلة يقتلون ستيتش. بينما يشعر الرسول وآنا بالحزن على خسارته، يهاجمهما القتلة. الساعي يزعج القتلة. يصل عميل مكتب التحقيقات الفيدرالي إلى آنا ويقنعها بتسريب معلومات حول تقدم الرسول مقابل وعد بأن مكتب التحقيقات الفيدرالي يمكنه المساعدة في إصلاح الفوضى. عندما يكتشف الساعي الأمر، يغضب ويتركها. وفي هذه الأثناء، عندما يكتشف القتلة وجود الخلل، يقومون بتزويد الرسول بمعلومات مضللة تؤدي إلى القبض عليه وتعذيبه في النهاية. عندما يمنحونه قسطًا من الراحة، يهرب ويقتلهم. قبل أن يموت، يكشف أن سيفل موجود في كازينو في لاس فيغاس. هناك، أدرك الرسول أن اسم Evil Sivle هو "Elvis Live" بالعكس. عندما يواجه أخيرًا Evil Sivle، وهو منتحل شخصية إلفيس في أحد نوادي لاس فيغاس، يكشف Sivle الحقيقة: إن الرسول هو في الواقع Sivle، والرجل الذي وجده هو Maxwell، شريكه القديم الذي أخبر Sivle كيف قتل الجميع باستثناء Sivle وابنه، وقد عانى Sivle من فقدان الذاكرة نتيجة لإصابة. بعد أن سخر ماكسويل من سيفل بشأن وفاة زوجته، قام سيفل بقتل ماكسويل، تاركًا إياه دون أي وسيلة للعثور على ابنه.

## طاقم التمثيل
- ميكي رورك
- دايفيد جنسن  [لغات أخرى]‏
- أليك ريم
- ليلي تايلور
- جيفري دين مورغان
- جوزي هو
- ميغيل فيرير
- تيل شفايجر
- راندال ريدر
- مارك مارغوليس

## الإنتاج
موسيقى الفيلم التصويرية كانت من تأليف نيما فخرارة ‏.

## إطلاق الفيلم
تم توزيع الفيلم بواسطة شركة Well Go USA في عام 2012.

## استقبال الفيلم
كتب روبرت كولاريك من صحيفة سان أنطونيو إكسبريس نيوز أن الفيلم يبدأ بشكل جيد لكنه يفقد طريقه بمجرد أن يبدأ في ملء القصة الخلفية للساعى.  قام جابي تورو من موقعإندي واير بتقييم الفيلم بـ D+ وكتب أن الفيلم "يبدو محرجًا تقريبًا بسبب محتواه". صنف تايلر فوستر من موقع DVD Talk الفيلم بـ 1.5/5 نجوم، وكتب: " فيلم The Courier هو فيلم إثارة ممل، مليء بممثلين متعبين يؤدون شخصيات مملة، ومحاط بقصة مملة." وصفه جوردون سوليفان من موقع DVD Verdict بأنه "فيلم إثارة وحركة متوسط الدرجة الثانية" لا يثير اهتمام سوى محبي مورغان.

## وصلات خارجية
- الساعي على موقع IMDb (الإنجليزية)
- الساعي على موقع روتن توميتوز (الإنجليزية)
- الساعي على موقع نتفليكس (الإنجليزية)
- الساعي على موقع قاعدة بيانات الأفلام العربية
- الساعي على موقع ألو سيني (الفرنسية)
- الساعي على موقع Turner Classic Movies (الإنجليزية)
- الساعي على موقع أول موفي (الإنجليزية)
- الساعي على موقع قاعدة بيانات الفيلم (الإنجليزية)
- الساعي على موقع ليتربوكسد (الإنجليزية)
- الساعي على موقع كينوبويسك (الروسية)